# Іллін
Іллі́н — село в Україні, належить до Бабинської територіальної громади, Рівненського району, Рівненської області. Орган місцевого самоврядування — Бабинська сільська рада. Село розташоване на південному сході Рівненського району.

## Географія
Річка, що бере свій початок в Бабині, протікає селом і впадає до Горині, згадується у 1806 році, як — «річка Вовчого млина». Іллін розташований на правому березі річки Горинь.

## Історія
Найдавніша з відомих писемних згадок про село Іллін датується 18 серпня 1428 року. Великий князь Вітовт записав у Новогрудку як віно село Новоставці з присілком Ілліном та інші села для Ганки Ямонтівни княгині Підберезької, яку видали заміж за Василя Красного (Гарного) князя Острозького. Відомо, що попереднього 1427 року великий князь Вітовт перебував з візитом у Острозі. Підберезькі-Ямонтовичі, є литовським князівським родом. Дід Ганки — князь клецький і намісник смоленський Ямонт Толунтович загинув у битві з монголо-татарами на Ворсклі.
2 травня 1461 року, княгиня Василева Агафія (Ганка) записала вже Новоставці з Ілліном своїй доньці Огрифині — дружині боярина Івана Гойцевича. У 1522 році села потрапляють до володінь князя Костянтина Острозького, який викупив їх у шляхтича Юхна Зенковича.
Станом на 1576 рік Іллін відносився вже до ключа Дорогобужа. Новоставці було віддано слузі Василя-Костянтина Острозького — Івану Городиському.
У 1593 році згадується іллінський став, який належав Дорогобузькому монастирю. Його настоятелем на той час був архімандрит дорогобузький Феофан Бабицький. На зламі XVI—XVII століть, село Іллін межувало з володіннями волинських шляхтичів — Бабинських, Гулевичів, Козинських, Хребтовичів-Богуринських. Адміністративно на цей час відносилося до Луцького повіту, Волинського воєводства Корони Польської.
У XVII столітті, за шлюбом переходить від Острозьких до Замойських. Станом на 1650—1651 роки в Ілліні налічувалося 26 димів, які належали Яну-Собіпану Замойському. Тоді ж село зазнало спустошення від покозачених селян, козаків, татар і коронних військ. У 1678 році, Іллін у власності подільського воєводи Станіслава-Яна Конецпольського.
У другій половині XVIII століття Іллін потрапляє у власність шляхтичів вірменського походження — Іпогорських-Ленкевичів. На той час і до першої половини ХХ століття село належало до ключа Томахова. Від поч ХІХ ст., і до 1917 року в складі Острозького повіту Волинської губернії.
У часи Національно-визвольної революції 1917—1922 років, Іллін належав до Погоринського краю УНР та Української держави. У 1919 році по річці Горинь проходила лінія фронту, під час оборони Рівного від більшовиків.
У період Польської республіки село відносилося до Бугринської гміни, Рівненського повіту. В радянські часи до Гощанського району, Рівненської області.
У часи незалежності України, до 19 липня 2020 року в складі Гощанського району, Рівненської області. Нині, в складі Бабинської територіальної громади, Рівненського району.

## Населення
У 1906 році село Бугринської волості Острозького повіту Волинської губернії. Відстань від повітового міста 29 верст, від волості 4. Дворів 63, мешканців 378.
Станом на 1989 рік у селі проживало 569 осіб, серед них — 271 чоловік і 298 жінок.
За даними перепису населення 2001 року у селі проживали 596 осіб. Рідною мовою назвали:
| Мова       | Кількість осіб | Відсоток |
| ---------- | -------------- | -------- |
| українська | 596            | 100,00 % |

Населення становить 596 осіб (станом на 2001 рік).

## Політика
Голова сільської ради — Бойко Володимир Іванович, 1955 року народження, вперше обраний у 2010 році. Інтереси громади представляють 20 депутатів сільської ради:
| Партія        | Кількість депутатів | Відсоток |
| ------------- | ------------------- | -------- |
| самовисування | 20                  | 100,00 % |